# Amt Rothenkirchen

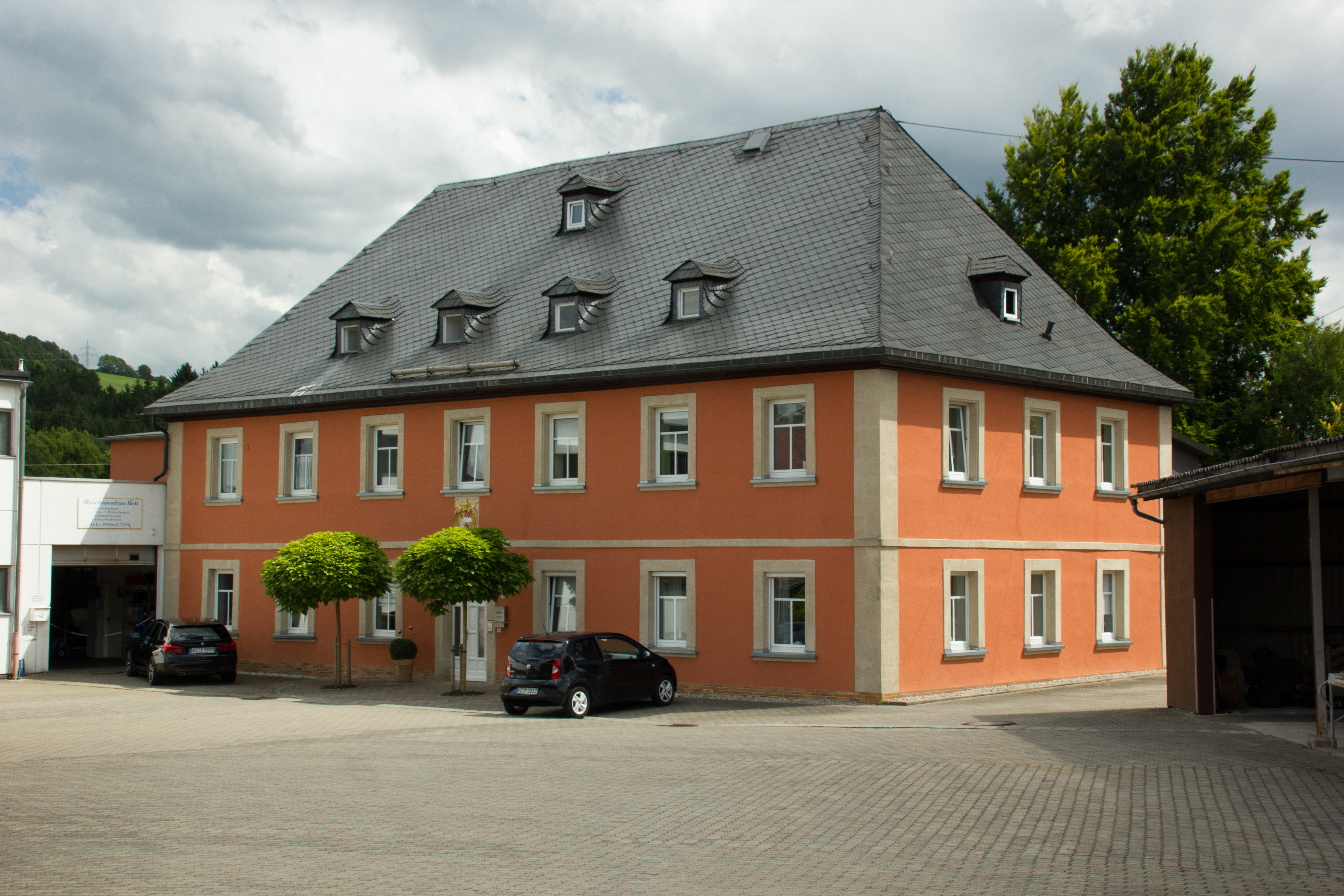
Das frühere Amtshaus von Rothenkirchen, der ehemalige Verwaltungssitz des Amtes

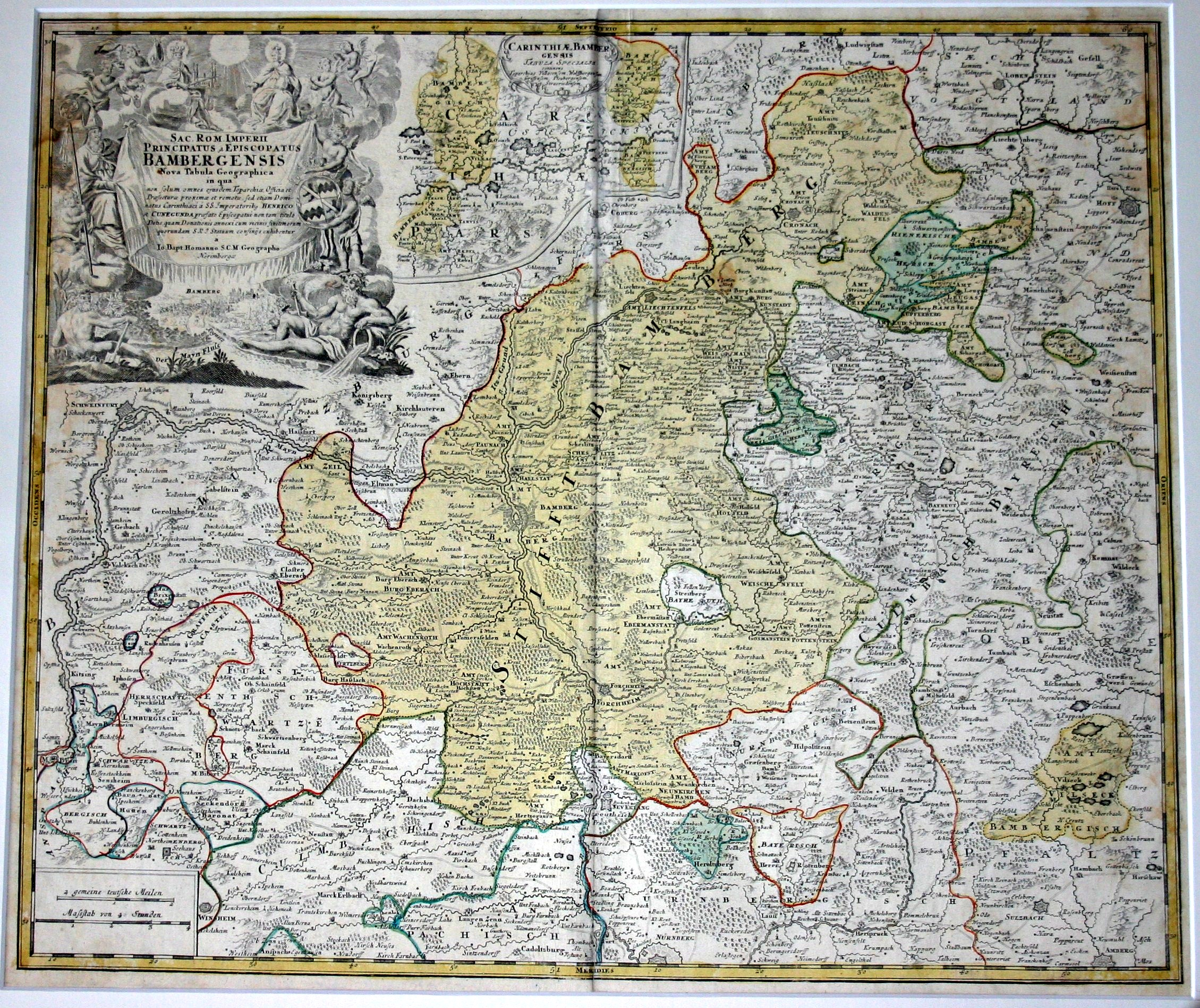
Das Territorium des Hochstiftes Bamberg auf einer zu Beginn des 17. Jh. vom Kartographen Johann Baptist Homann angefertigten Karte

Das Amt Rothenkirchen (bzw. auch Verwaltung Rothenkirchen genannt) war ein Verwaltungsgebiet des Hochstiftes Bamberg, eines reichsunmittelbaren Territoriums im Heiligen Römischen Reich. Das dem Fränkischen Reichskreis zugeordnete Hochstift Bamberg war ein geistliches Fürstentum, das bis 1802 existierte.

## Geschichte
Das Gebiet des späteren Amtes Rothenkirchen bildete bis 1668 ein selbstständiges Rittergut. Mit dem in diesem Jahr durch den letzten Eigentümer Hans Veit von Würtzburg erfolgten Verkauf gelangte es in bambergischen Besitz und bildete danach eine selbstständiges Amt, dessen territoriale und rechtliche Struktur bis zum Ende des Hochstiftes nahezu unverändert blieb.

## Geografie
Das im Nordosten des Bamberger Herrschaftsgebietes gelegene Amt war eines der kleineren bambergischen Ämtern. Es war ausschließlich von anderen hochstiftischen Gebieten umgeben und lag im nordwestlichen Bereich einer großen bambergischen Exklave, deren Hauptort die Stadt Kronach war. Seine bambergischen Nachbarämter waren das Amt Teuschnitz im Nordosten, das Amt Kronach im Südosten und das Amt Fürth am Berg im Süden. Die gesamte Westgrenze des Rothenkirchener Amtes wurde von einem langgestreckten Gebietsstreifen abgeschlossen, dessen beide Hauptorte die Dörfer Friedersdorf und Welitsch waren und der eine Exklave des Amtes Kronach bildete.

## Struktur
Die Verwaltung des Amtes Rothenkirchen bestand aus einem Vogteiamt, einem Steueramt und einem Kastenamt. Ursprünglich hatte auch ein Centamt dazu gehört, diese Funktion wurde allerdings später vom Centamt Teuschnitz übernommen.

### Amtssitz
Der Verwaltungssitz des Amtes befand sich im damaligen Marktort Rothenkirchen, das heute einen Gemeindeteil von Pressig ist. Die Verwaltung war zunächst im örtlichen Schloss untergebracht und wurde später in ein eigens dafür errichtetes Amtshaus verlegt.

### Amtsverwaltung
Die Amtsleitung übte ein Vogt aus, der zugleich als Kastner und Steuereinnehmer fungierte. Diese Aufgaben nahm der Vogt in Personalunion mit seiner Funktion als Stadt-, Amts- und Centrichter von Teuschnitz wahr. Zum Amtspersonal gehörten zudem ein Amtsknecht und jeweils ein Schultheiß in Rothenkirchen und Pressig.

### Vogteiamt
Das Vogteiamt Rothenkirchen war eines der 54 Vogteiämter des Hochstifts Bamberg. Sein Vogteibezirk umfasste die Dorfmarkungen von Rothenkirchen und Pressig sowie die darin gelegenen Einöden Haidelsmühle, Hessenmühle und Obere Mühle.

### Steueramt
Das Steueramt Rothenkirchen war eines der 46 Steuerämter des Hochstiftes Bamberg. Der räumliche Wirkungsbereich des Steueramtes war deckungsgleich mit dem des Rothenkirchener Vogteiamtes.

### Kastenamt
Das Kastenamt Rothenkirchen war eines der 24 Kastenämter des Hochstiftes Bamberg.